# Louis-Pierre Henriquel-Dupont
Louis-Pierre Henriquel-Dupont, né le 13 juin 1797 à Paris où il est mort le 20 janvier 1892, est un graveur et dessinateur français, considéré comme un rénovateur de la gravure française au XIXe siècle.

## Biographie

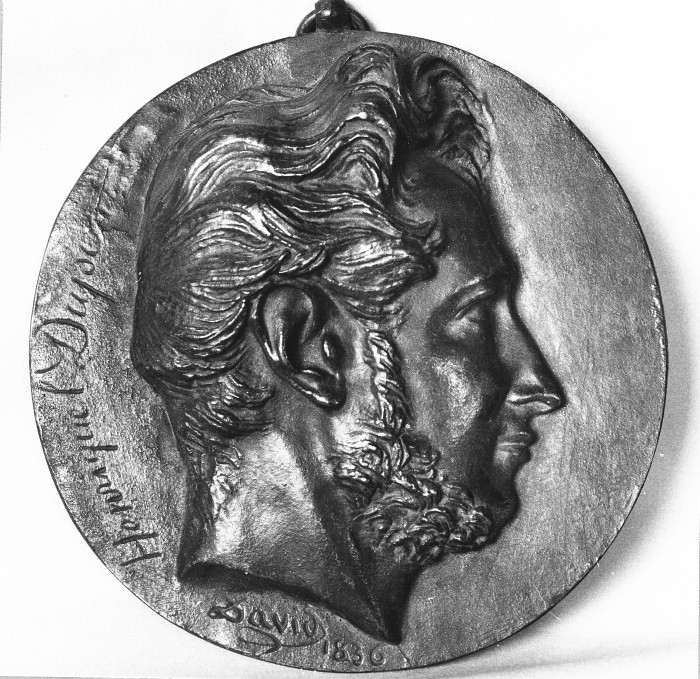
David d'Angers, Henriquel-Dupont (1836), médaillon en bronze, Londres, Institut Courtauld.

Il est le fils de Joseph Pierre Henriquel, artiste, dit Dupont.
Entre 1811 et 1814, il étudie la peinture dans l'atelier de Pierre-Narcisse Guérin à l’École des beaux-arts de Paris. Il se consacre ensuite pendant quatre ans à l'apprentissage de la gravure auprès de celui que l'on surnomme « le dernier des beaux burinistes », Charles Clément Balvay, qui le fait copier les grands maîtres. En 1816 Henriquel manque le grand prix de gravure et en 1818 il obtient un troisième prix de Rome en taille douce, ce qui le détermine à ouvrir son propre atelier et à frayer des chemins nouveaux. Sous l'influence des graveurs anglais et de Girard Audran, il tend vers « une gravure vive, spirituelle et claire ». En 1831, une gravure d'après Louis Hersent, L'Abdication de Gustave Ier Vasa, établit sa réputation et lui vaut la Légion d'honneur (il est nommé commandeur en 1878). Il travaille ensuite pendant six ans sur la gravure que l'on tient pour son chef-d'œuvre, L'Hémicycle des beaux-arts, d’après Paul Delaroche, qui reçoit une médaille d’honneur au Salon de 1853. En 1849, il est élu membre de l'Académie des beaux-arts. Il devient professeur à l'École des beaux-arts en 1863 et fonde la Société française de gravure en 1868. En 1871, il est nommé président de l’Académie des beaux-arts. Artiste fervent, il grave encore en 1882.
Il travailla beaucoup avec l'éditeur d'art Adolphe Goupil chez Goupil & Cie.
Henriquel a travaillé non seulement au burin, mais aussi dans des techniques très diverses : lithographie, eau-forte, aquatinte. Il est spécialisé dans la gravure d'interprétation d'œuvres de ses contemporains : Paul Delaroche, Ary Scheffer, Dominique Ingres, Joseph-Nicolas Robert-Fleury, Antoine-Jean Gros, François Gérard. Ce n’est que vers la fin de sa vie qu'il aborde l'œuvre d'artistes anciens tels que Véronèse, Le Corrège ou Le Caravage. En tant qu'illustrateur, il a gravé notamment d’après Alexandre-Joseph Desenne et Achille Devéria des vignettes pour les Fables de La Fontaine et La Pucelle d'Orléans de Voltaire. Mais c'est à ses portraits qu'il doit surtout sa renommée.

« Comme sujets d’estampes, Henriquel s'est adonné à deux genres, la gravure d'histoire, et le portrait pour lequel il a eu une prédilection marquée. S'il grave le portrait, il n'a pas besoin qu'un peintre lui fournisse nécessairement le modèle ; il grave aussi d'après son propre dessin, et prend place dans la glorieuse phalange des graveurs originaux qui ont exécuté le portrait ad vivum. Mais, qu'il grave d'après lui-même ou d'après un peintre, la planche est généralement traitée dans la même donnée, originale et intelligente : pour fond, le blanc pur du papier ; la tête, la physionomie modelées de près d'une pointe précise ; le vêtement rendu par une application libre et souple (méthode qui convient spécialement lorsqu'il s’agit du vêtement moderne ; les redingotes gravées en tailles rangées semblent des redingotes de fer battu). »

Il est enterré à Paris au cimetière du Montparnasse, division 11, dans le même caveau que l'historien Paul Thureau-Dangin (1837-1913), son gendre.

## Distinctions
- Commandeur de la Légion d'honneur
- Chevalier de l'ordre de Léopold (Belgique, Arrêté royal du 2 décembre 1854)[6].

## L’Hémicycle des beaux-arts

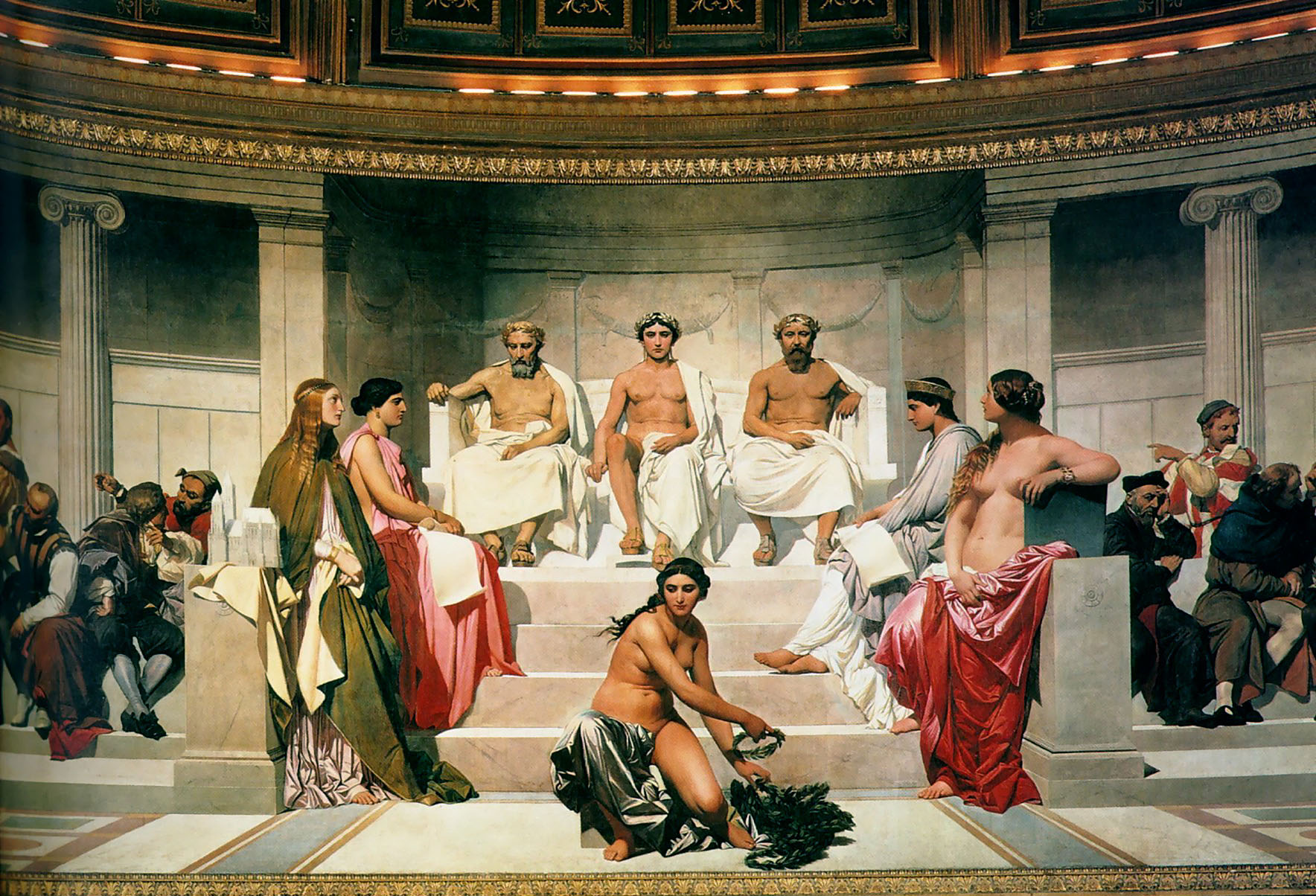
Détail de L’Hémicycle des beaux-arts (1841-1842), par Paul Delaroche, École nationale supérieure des beaux-arts, Paris.
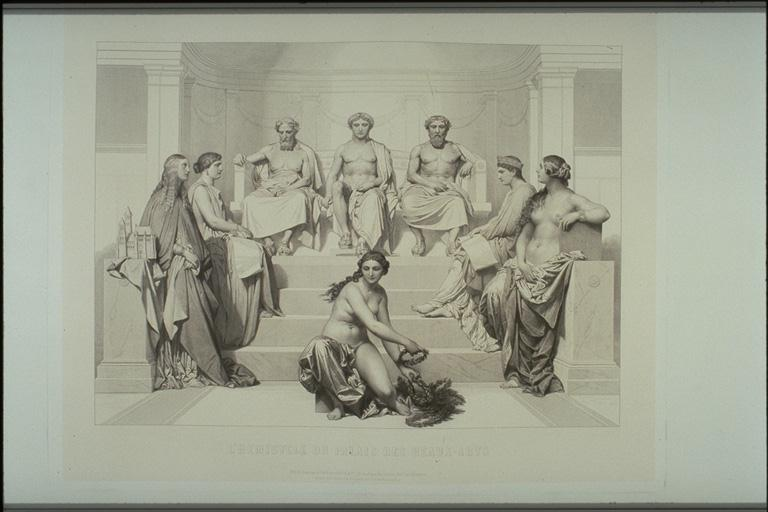
L’Hémicycle des beaux-arts (1853) d'après Paul Delaroche, burin d'Henriquel-Dupont.

| Détail de l'Hémicycle des beaux-arts. Assis au fond : Ictinos, Apelle et Phidias. À gauche : L'Art de la Grèce antique et L’Art médiéval. À droite : L’Art romain et L'Art de la Renaissance. Au centre : allégorie de L'Art. |

Deux artistes, Théophile Gautier et Charles Blanc, ont comparé ainsi l'œuvre de Delaroche à celle de Henriquel, tous deux s'accordant pour préférer la gravure à la peinture : 

« En sortant de cette exposition, l’on entrait dans l’hémicycle où se fait la distribution des prix : une vaste peinture murale se déroule sous la coupole, éclairée par un jour égal et doux. La gravure de Henriquel-Dupont a rendu cette belle composition trop familière à toutes les mémoires pour qu’il soit nécessaire de la décrire. La peinture murale a cet avantage d’agrandir la manière des artistes. Il semble qu’au contact de la pierre la peinture devienne plus robuste. – Paul Delaroche, sans atteindre au style des peintres dont il a si énergiquement groupé les portraits sur les bancs de marbre de cette académie idéale, a ici des qualités de dessin et de couleur qu’on ne saurait méconnaître ; mais combien combien la réduction modifiée est supérieure à l’original ! »

« Ce qui a consacré la fortune de l'Hémicycle, c’est la magnifique estampe qu’en a gravée Henriquel-Dupont. Quand nous la revoyons sur le cuivre du graveur, la composition de Paul Delaroche nous semble encore plus digne et plus haute. La variété des costumes était dans la peinture une gêne ; elle embarrassait l'harmonie ; elle sollicitait et pouvait fatiguer le regard par une infinité de teintes voyantes, tandis que dans la gravure, tous ces tons ramenés à l'uniformité du camaïeu et ne différant plus que par les variantes du noir et du blanc, se tranquillisent, se marient et se fondent de manière à restituer au tableau sa grandeur en lui donnant plus de tenue, et en subordonnant la coquetterie des localités à la dignité de l’ensemble. […] Que d'habileté, que de souplesse, que d'esprit dans la traduction ! Chaque figure est rendue par un travail qui s'accorde avec le sentiment du peintre et le rappelle ; chaque personnage est, pour ainsi dire, enveloppé, habillé du système de tailles qui convient à son caractère ; chaque costume est attaqué d'une pointe libre qui se joue dans les plis de la soie ou du velours… »

## Portrait de monsieur Bertin

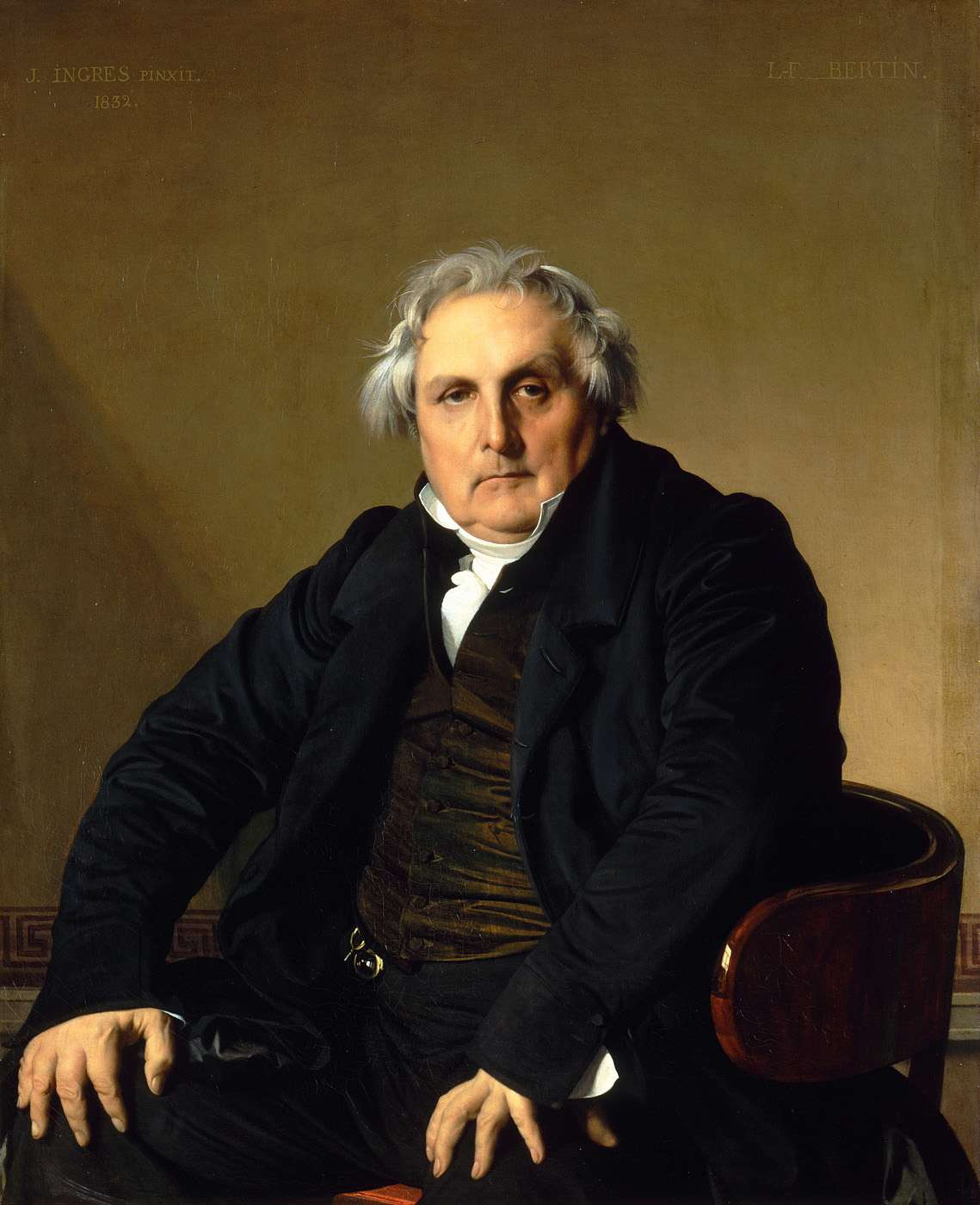
Jean-Auguste-Dominique Ingres, Portrait de monsieur Bertin (1832), Paris, musée du Louvre.
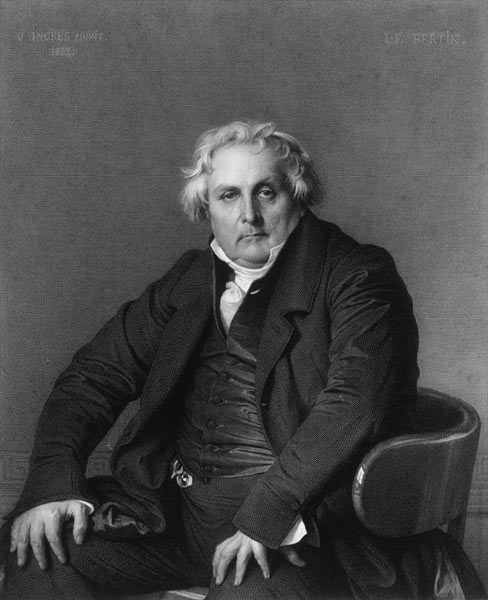
Portrait de monsieur Bertin (1844) d'après Ingres, burin d'Henriquel-Dupont.

L'une des gravures au burin les plus connues de Henriquel-Dupont est celle qu'il fit d'après le célèbre Portrait de monsieur Bertin de Jean-Auguste-Dominique Ingres. Lorsqu'il se rendit au Salon de 1845, Baudelaire préféra l'œuvre du peintre à celle du graveur :

« Henriquel Dupont nous a procuré le plaisir de contempler une seconde fois le magnifique portrait de M. Bertin, par M. Ingres, le seul homme en France qui fasse vraiment des portraits. — Celui-ci est sans contredit le plus beau qu'il ait fait, sans en excepter le Cherubini. — Peut-être la fière tournure et la majesté du modèle a-t-elle doublé l'audace de M. Ingres, l'homme audacieux par excellence. — Quant à la gravure, quelque consciencieuse qu'elle soit, nous craignons qu'elle ne rende pas tout le parti pris de la peinture. — Nous n'oserions pas affirmer, mais nous craignons que le graveur n'ait omis certain petit détail dans le nez ou dans les yeux. »

## Élèves
- Charles Bellay
- Jean-Émile Buland,premier grand Prix de Rome en 1880[10]
- Jean-Baptiste Danguin
- Adrien Didier
- Alphonse François
- Jules François
- Adolphe-Joseph Huot
- Achille Jacquet (1846-1908), prix de Rome de gravure en 1870
- Jules Jacquet (1841-1913), élève de 1861 à 1866, second grand prix de Rome en 1866
- William Julian-Damazy
- Jules Gabriel Levasseur
- Aristide Louis
- Louis Marckl
- Jules-Louis Massard
- Abel Mignon
- Thomas-Casimir Regnault
- Émile Rousseaux
- Isidore-Joseph Rousseaux
- Louis Adolphe Salmon, second grand prix de Rome en 1834
- Joseph Soumy, grand prix de Rome de gravure en 1854
- Émile Vaucanu
- Charles Albert Waltner

### Iconographie
- Jules Cavelier (1814-1894), Louis-Pierre Henriquel-Dupont, buste en bronze, Paris, École nationale supérieure des beaux-arts.